# 篠津神社
篠津神社（しのづじんじゃ）は、滋賀県大津市中庄に鎮座する神社である。

## 祭神
- 素盞嗚命

## 歴史
創祀年代は不詳であるが、往古は「大梵天王社」と呼ばれていたという。近世には本多氏を始めとする歴代の膳所藩主から崇敬され、また有栖川宮などの崇敬も深く、同宮による鳥居の寄進や度々の社参記録が残されている。万治4年（1661年）に本殿が造替された。
明治元年（1868年）に現社号に改められ、村社に加列、その後大正11年（1922年）には県社に昇格した。

## 神紋
- 瓜

## 祭事
- 例祭 - 5月3日に行われる。

## 境内社
- 少彦名社
- 高龗社
- 六柱神社（稲荷明神 外）
- 六柱神社（菊理姫命 外）

## 文化財
- 表門 - 旧膳所城の北大手門を移築したもので、国の重要文化財に指定されている。
- 棟札 - 康正2年（1456年）の銘が残る。